# Йосип Станішич
Йосип Станішич (нім. Josip Stanišić, нар. 2 квітня 2000, Мюнхен) — хорватський футболіст, правий захисник клубу «Баварія».

## Ігрова кар'єра
Народився 2 квітня 2000 року в місті Мюнхен. Вихованець юнацьких команд футбольних клубів «Мюнхен 1860», «Фюрстенфельдбрук» та «Баварія». З 2019 року став виступати за команду «Баварія II», в якій провів два сезони, взявши участь у 42 матчах Третього ліги Німеччини.
10 квітня 2021 року Станішич дебютував за першу команду у Бундеслізі в матчі з клубом «Уніон Берлін» (1:1), зігравши на нерідній позиції лівого захисника, втім надалі продовжив грати за дубль. 1 липня 2021 року Станішич підписав перший контракт з Баварією до 2023 року.
Коли влітку 2021 року мюнхенців очолив Юліан Нагельсманн, він за результатами передсезонних зборів перевів Станішича до першої команди і 13 серпня 2021 року у першому турі Бундесліги Йосип вийшов у стартовому складі правим захисником на матч з менхенгладбаською «Боруссією» (1:1). Через чотири дні він був знову був у стартовому складі, цього разу у грі Суперкубка Німеччини, де допоміг команді перемогти «Боруссію» (Дортмунд) з рахунком 3:1 і виграти перший в кар'єрі Станішича трофей. Станом на 14 серпня 2021 року відіграв за мюнхенський клуб 4 матчі в національному чемпіонаті.

## Виступи за збірну
Йосип Станішич має німецьке та хорватське громадянство і вирішив грати за Німеччину, зігравши у листопаді 2018 року у двох іграх за юнацьку збірну Німеччини до 19 років на товариському турнірі у Вірменії.
У серпні 2021 року Станішич був викликаний Ігорем Біщаном до складу молодіжної збірної Хорватії на кваліфікаційні матчі молодіжного чемпіонату Європи 2023 року.
| Дата       | Місто      | Господарі         | Результат               | Гості      | Турнір                                         | Голи | Примітки |
| ---------- | ---------- | ----------------- | ----------------------- | ---------- | ---------------------------------------------- | ---- | -------- |
| 8-10-2021  | Ларнака    | Кіпр              | 0 – 3                   | Хорватія   | Відбір до ЧС 2022                              | -    | 61'      |
| 11-10-2021 | Осієк      | Хорватія          | 2 – 2                   | Словаччина | Відбір до ЧС 2022                              | -    | 67'      |
| 14-11-2021 | Спліт      | Хорватія          | 1 – 0                   | Росія      | Відбір до ЧС 2022                              | -    | 86'      |
| 10-6-2022  | Копенгаген | Данія             | 0 – 1                   | Хорватія   | Ліга націй УЄФА 2022-2023 - 1-й етап           | -    | 46' 75'  |
| 13-6-2022  | Сен-Дені   | Франція           | 0 – 1                   | Хорватія   | Ліга націй УЄФА 2022-2023 - 1-й етап           | -    |          |
| 25-9-2022  | Відень     | Австрія           | 1 – 3                   | Хорватія   | Ліга націй УЄФА 2022-2023 - 1-й етап           | -    |          |
| 16-11-2022 | Ер-Ріяд    | Саудівська Аравія | 0 – 1                   | Хорватія   | товариський матч                               | -    |          |
| 17-12-2022 | Ер-Раян    | Хорватія          | 2 – 1                   | Марокко    | ЧС 2022 - матч за 3-тє місце                   | -    |          |
| 28-3-2023  | Бурса      | Туреччина         | 0 – 2                   | Хорватія   | Відбір до ЧЄ 2024                              | -    |          |
| 14-6-2023  | Роттердам  | Нідерланди        | 2 – 4 д.ч.              | Хорватія   | Ліга націй УЄФА 2022-2023 - півфінал           | -    | 78'      |
| 18-6-2023  | Роттердам  | Хорватія          | 0 – 0 д.ч. (4 – 5 п.п.) | Іспанія    | Ліга націй УЄФА 2022-2023 - матч за 3-тє місце | -    | 112'     |
| 11-9-2023  | Єреван     | Вірменія          | 0 – 1                   | Хорватія   | Відбір до ЧЄ 2024                              | -    | 29'      |
| Усього     |            | Матчів            | 12                      |            | Голів                                          | 0    |          |

## Титули і досягнення
- Чемпіон Німеччини (5):

«Баварія»: 2020/21, 2021/22, 2022/23, 2024/25
«Баєр 04»: 2023/24
- Володар Кубка Німеччини (1):

«Баєр 04»: 2023/24
- Володар Суперкубка Німеччини (3):

«Баварія»: 2021, 2022, 2025
Збірні
- Бронзовий призер чемпіонату світу: 2022